# Savannah DeMelo
Savannah Marie DeMelo (Bellflower, Estados Unidos; 26 de marzo de 1998) es una futbolista estadounidense. Juega de centrocampista y su equipo actual es el Racing Louisville de la National Women's Soccer League. Es seleccionada absoluta por la Estados Unidos desde 2022.

## Trayectoria
DeMelo jugó soccer universitario para los USC Trojans de la Universidad del Sur de California entre 2016 y 2021.
En 2022 fue seleccionada por el Racing Louisville en el Draft de la NWSL.

## Selección nacional
A nivel juvenil, formó parte del plantel que ganó el Campeonato Sub-20 de la Concacaf de 2015. Disputó la Copa Mundial Sub-20 de 2016 y la Copa Mundial Sub-20 de 2018.
Fue citada a la Copa Mundial de 2023.

### Participaciones en copas del mundo
| Copa                 | Sede                    | Resultado    |
| -------------------- | ----------------------- | ------------ |
| Copa Mundial de 2023 | Australia Nueva Zelanda | Por disputar |

## Clubes
| Club              | País           | Año           |
| ----------------- | -------------- | ------------- |
| Racing Louisville | Estados Unidos | 2022-presente |

## Palmarés

### Títulos internacionales
| Título                                    | Equipo                                 | Sede     | Año  |
| ----------------------------------------- | -------------------------------------- | -------- | ---- |
| Campeonato Femenino Sub-20 de la Concacaf | Selección sub-20 de los Estados Unidos | Honduras | 2015 |